# Шершеневич, Габриэль Феликсович

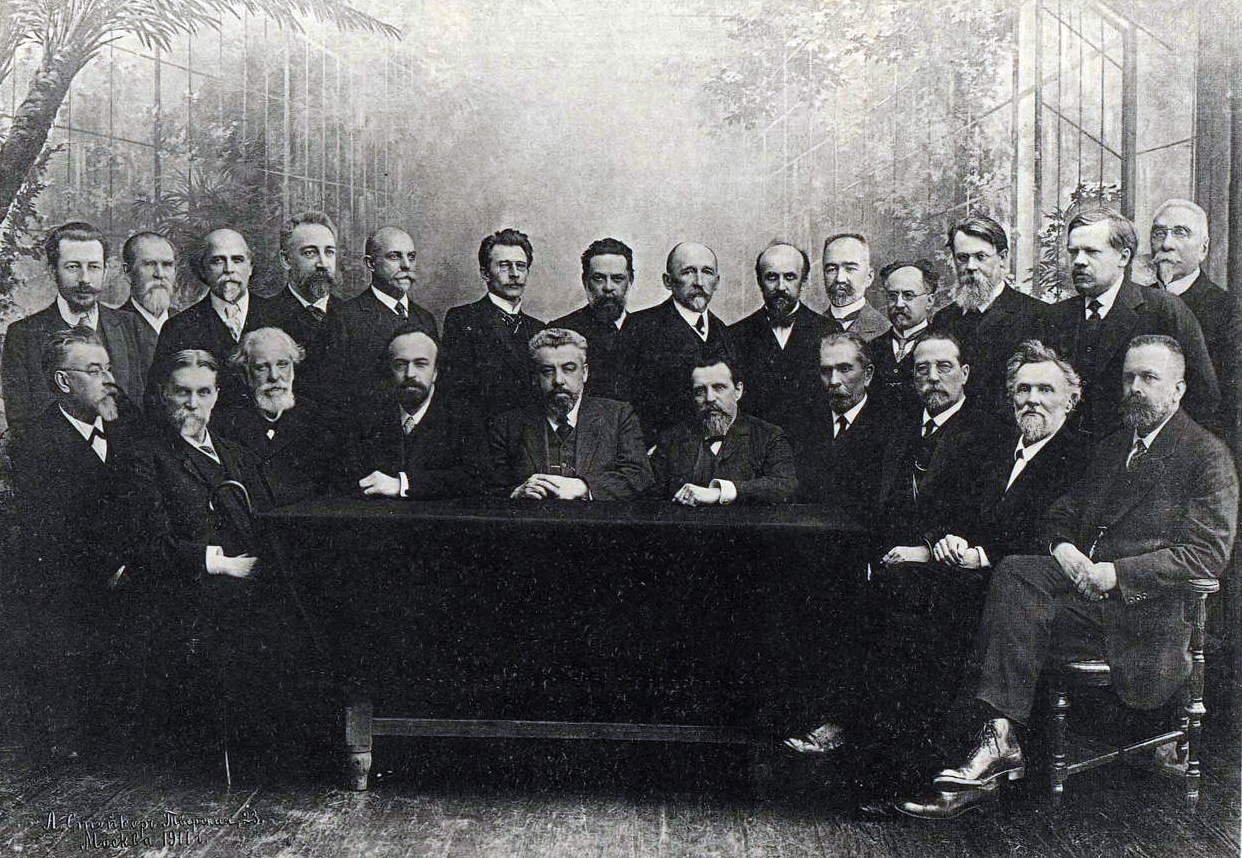
Профессора Московского университета (1911). Сидят: В. П. Сербский, К. А. Тимирязев, Н. А. Умов, П. А. Минаков, М. А. Мензбир, А. Б. Фохт, В. Д. Шервинский, В. К. Цераский, Е. Н. Трубецкой.
Стоят: И. П. Алексинский, В. К. Рот, Н. Д. Зелинский, П. Н. Лебедев, А. А. Эйхенвальд, Г. Ф. Шершеневич, В. М. Хвостов, А. С. Алексеев, Ф. А. Рейн, Д. М. Петрушевский, Б. К. Млодзеевский, В. И. Вернадский, С. А. Чаплыгин, Н. В. Давыдов.

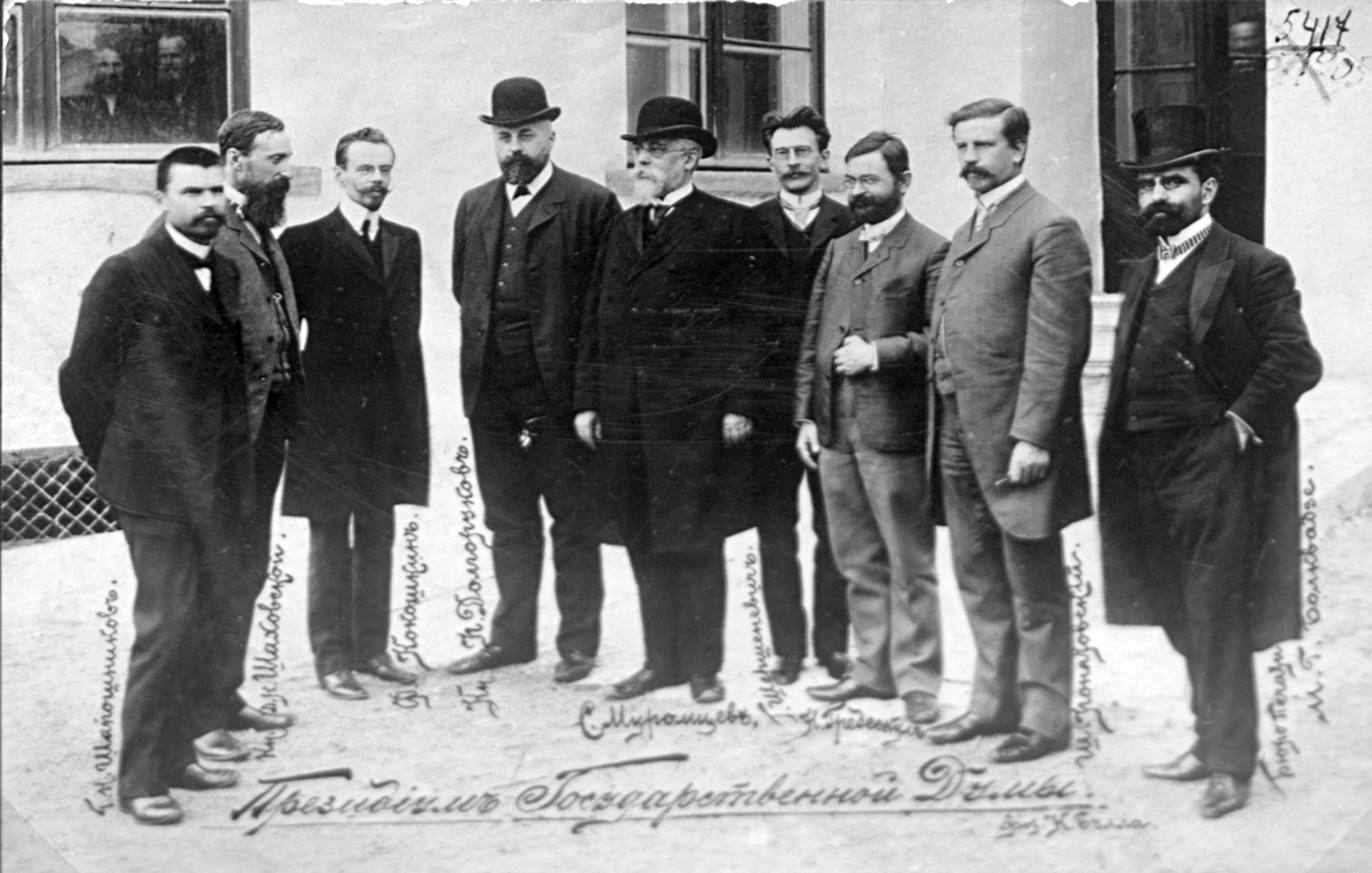
Президиум I Государственной Думы.
Слева направо: Г. Н. Шапошников (от Трудовой группы), Д. И. Шаховской, Ф. Ф. Кокошкин, Пётр Д. Долгоруков, С. А. Муровцев, Г. А. Шершеневич, Н. А. Гредескул, Щ. А. Понятовский (от автономистов) и председатель Бюро печати М. Г. Болквадзе.

Габриэ́ль Фе́ликсович Шершене́вич (1 [13] января 1863, Херсонская губерния — 31 августа [13 сентября] 1912, Москва) — русский юрист, цивилист, профессор Казанского и Московского университетов, депутат I Государственной Думы.

## Биография
Родился 1 (13) января 1863 года в польской дворянской семье в Херсонской губернии; 3 августа при крещении в костёле села Антоновка Чигиринского уезда Киевской губернии именовался как Габриэль Иосиф-Губерт. «Энциклопедический словарь Брокгауза и Ефрона», указывая местом рождения Казань, «где отец его <Шершеневич, Феликс Григорьевич> состоял на военной службе», по-видимому, допускает ошибку — в Казани, действительно, прошли его раннее детство и юность. Мать — Зеферина Викентьевна, урождённая Бурхат. Габриэль был младшим ребёнком в семье. У него было четверо старших братьев — Владимир, Александр, Станислав, Николай — и сестра Антонина.
С 1873 года учился во 2-й Казанской гимназии. Во время учёбы получил награду 1-й степени. получив среднее образование, в 1881 году поступил на юридический факультет Казанского университета, который окончил в 1885 году кандидатом — за сочинение «Об акционерных компаниях», выполненное под руководством А. М. Осипова. Был оставлен при университете на два года для приготовления к профессорскому званию.
В 1888 году в Московском университете он защитил магистерскую диссертацию «Система торговых действий. Критика основных понятий торгового права» (Казань, 1888), в декабре 1891 года — докторскую («Авторское право на литературные произведения»).
В феврале 1892 года стал экстраординарным профессором Казанского университета по кафедре торгового права и торгового судопроизводства; с марта 1895 года — ординарный профессор. В 1896 году перешёл на кафедру гражданского права и судопроизводства с правом преподавать также и торговое право.
В 1900 году Шершеневич был избран членом, а затем председателем попечительского совета Казанской Мариинской женской гимназии.
Преподавательская деятельность Шершеневича прервалась в начале 1906 года в связи с избранием его в 1-ю Государственную думу от Казани (от кадетской партии). В 1906 году он переехал из Казани в Санкт-Петербург. Придерживаясь либеральных взглядов, протестовал против роспуска Думы и подписал Выборгское воззвание ряда депутатов с призывом к населению отказаться платить налоги и исполнять воинскую повинность до созыва Думы. После роспуска Думы переехал в Москву, где вместе с некоторыми другими депутатами некоторое время находился в Таганской тюрьме в связи с этим призывом. После выхода из тюрьмы преподавал на юридическом факультете Московского университета (сверхштатный ординарный профессор кафедры торгового права и торгового судопроизводства).
Г. Ф. Шершеневич внёс значительный вклад в гражданское и торговое право и в законотворчество, активно участвовал в подготовке и обсуждении проекта Гражданского уложения, занимался анализом и обобщением правоприменительной практики.
Шершеневич был участником, членом и председателем Казанского юридического общества, принимал активное участие в Московском обществе народных университетов, Московском коммерческом институте и Юридическом обществе при Московском университете. Один из членов-учредителей Общества имени А. И. Чупрова для разработки общественных наук.
В начале 1911 года вместе с группой профессоров покинул Московский университет, в знак протеста против ограничения университетских свобод со стороны Министра народного просвещения Л. А. Кассо. Преподавал в Московском коммерческом институте и университете им. А. Л. Шанявского.
Г. Ф. Шершеневич умер от рака желудка 31 августа, отпет по католическому обряду и похоронен на кладбище Донского монастыря 3 сентября 1912 г.

## Научные работы Г. Ф. Шершеневича
Его труды посвящены как целым обзорам преподаваемых им наук:
1. «Курс торгового права», 3-е издание, 1899;
2. «Наука гражданского права в России», Казань, 1893;
3. «Учебник русского гражданского права», 4-е издание, 1902;
4. «Учебник торгового права», 2-е издание, 1903;
5. «Курс гражданского права», 2 выпуска, Казань, 1901—1902

так и отдельным вопросам гражданского и торгового права, кроме упомянутых диссертаций:
1. «О праве замужней женщины на производство торговли» в «Журнале Гражданского и Уголовного Права» за 1888 г., № 7;
2. «Юридическая сила уставов акционерных компаний», там же, за 1889 г., № 3;
3. «Несколько слов о коммерческих судах», в «Журнале Министерства Юстиции» за 1895 г., № 2;
4. «Определение понятия о праве», Казань, 1896;
5. «О последствиях безвестного отсутствия по русскому праву», в «Журнале Министерства Юстиции» за 1896 г., № 5;
6. «О чувстве законности», Казань, 1898;
7. «Новейшая модификация гражданского права в Германии», Казань, 1899;
8. «О применении норм права», в «Журнале Министерства Юстиции» за 1893 г.,

а также оценке ученых и публицистических трудов других авторов:
1. «Труды господина Цитовича в области торгового права», в «Журнале Гражданского и Уголовного Права» за 1888 г., № 3;
2. "По поводу книги Вл. Соловьева: «Оправдание добра» в «Вопросах философии и психологии» за 1897 г. и др.

Все работы Шершеневича отличаются широким знакомством с литературой как русской, так и западной, и написаны живым, популярным языком.

## Учение о праве и государстве Г. Ф. Шершеневича
Право — это норма должного поведения человека, неисполнение которой влечет за собой принуждение со стороны государственных органов.
1. право подразумевает некое поведение лица;
2. право обладает принудительным характером;
3. право всегда связано с государственной властью.

"Дело не в том, чтобы связать государство нормами права. Вопрос в том, как организовать власть так, чтобы невозможен был или был доведен до минимума конфликт между правом, исходящим от властвующих, и нравственными убеждениями подвластных".
Понятие права включает в себя только положительное, действующее право.
Объективное право (основное) — совокупность правовых норм.
Субъективное право (производное) — "возможность осуществления своих интересов субъектом права".
| «Право» | «Произвол» |
| --- | --- |
| "Право есть правило поведения и должно быть соблюдаемо самой властью, его устанавливающей". Государство обращает свою силу на созидательные цели. Государство проявляет свою волю в нормах, которые оно соблюдает, пока они не заменены новыми. | Государственная власть, установившая правило, не считает нужным его соблюдать, а действует в каждом конкретном случае по своему усмотрению. Власть использует свою силу для разрушительных целей. |

### Список произведений
- Система торговых действий. Критика основных понятий торгового права (Казань, 1888, 317 с.)
- Учебник торгового права. — 9-е изд. — М.: Московское Научное Издательство, 1919. — X, 373 с. (1899)
- Курс торгового права (в 2 томах: 1888—1889; выдержал 3 издания; затем в 4 томах: тома 1 и 2 — СПб., 1908; т. 3 — СПб., 1909: т. 4 — М., 1912).
- Учебник русского гражданского права. — 9-е изд. — М.: Издание Бр. Башмаковых, 1911. — VIII, 851 с.; выдержал 11 изданий на протяжении 20 лет
- Общая теория права. — 2-е изд. — М.: Тип. Т-ва Кушнерев и К, 1912. — VII, 805 с.
- Общее учение о праве и государстве. — 1-е изд. — М.: Тип. Т-ва И. Д. Сытина, 1908. — 156 с. Архивировано 4 марта 2016 года.
- История философии права (1904—1905)
- Наука гражданского права в России (1893)
- Авторское право на литературные произведения. — Казань: Тип. Имп. ун-та, 1891. — 321 c.
- Габриэль Феликсович Шершеневич // Г. Ф. Шершеневич. Учебник торгового права /по изданию 1914 г./. — М.: Фирма Спарк, 1994. — 335 с ISBN 5-87143-015-5.

## Семья
- Первая жена (1885 — 12 марта 1892) — Ольга Андреевна Садовень, сестра доктора медицины А. А. Садовеня; её племянник — искусствовед Владимир Владимирович Садовень, племянница — оперная певица (меццо-сопрано) Елена Алексеевна Садовень. Брак был расторгнут 12 марта 1892 года: «Брак сей, как усматривается из представленной г. Шершеневичем копии с определением Святейшего Синода от 12 марта 1892 г., за № 709, выданной из Синодальной Канцелярии 31 марта того же года, за № 1340, по прошению жены его расторгнут с дозволением истице вступить в новое супружество и с осуждением г. Шершеневича на всегдашнее безбрачие с лицом православным»[4].
- Вторая жена (20 апреля 1892 — 1900[5]) — оперная певица (драматическое сопрано) Евгения Львовна Мандельштам (по сцене Львова; 1869—1919), уроженка Кролевца Черниговской губернии, дочь доктора медицины Л. Б. Мандельштама, младшая сестра адвоката и публициста М. Л. Мандельштама[4]. Венчание прошло в католической церкви в Санкт-Петербурге 20 апреля 1892 года (жених был католического, а мать евангелическо-лютеранского вероисповедания; для обоих это был второй брак — мать перешла из иудейского в лютеранское вероисповедание не позднее 1890 года перед первым браком). Брачное свидетельство было выдано настоятелем французского прихода Лангранжем.
  - Сын — поэт-имажинист Вадим Шершеневич (1893—1942).